# 俞人鳳

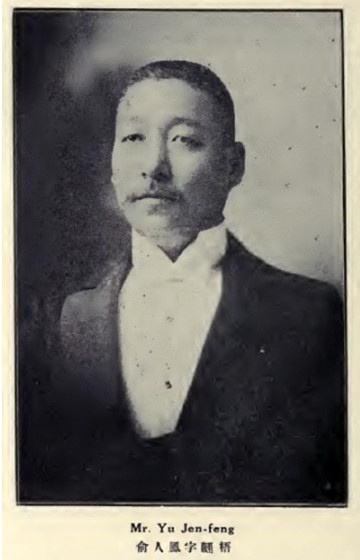
俞人鳳

俞人鳳（1873年12月17日—1944年9月21日），字翙梧，直隶天津人，祖籍浙江绍兴，清朝及中华民国铁路工程师。

## 生平
俞人凤生于清朝同治十二年十月二十八日（1873年12月17日）。是天津北洋武备学堂铁路工程班1893年首届毕业生。毕业后先任关内外铁路工程司。1905年调到京张铁路工程局，在会办兼总工程司詹天佑指导下，参与丰台至南口段线路复测。1907年7月28日（光绪卅三年六月九日）连日大雨，北沙河桥端被冲刷，俞人凤组织利用片石填充解决了这一问题。1908年9月，参与张家口至丰镇段线路初测。
京张铁路开始筹建后，多名当年天津北洋武备学堂铁路工程班毕业生被派去参与京张铁路勘测和修筑，其中有陈西林、俞人凤、翟兆麟和柴俊畴等。詹天佑在《京张铁路工程纪略》中写道：“本路工程始终出力各员为：正工程司颜君德庆、陈君西林、俞君人凤、翟君兆麟，工程司柴君俊畴、张君鸿诰、苏君以昭、张君俊波，余繁不及备载。”
在京张铁路勘测阶段，詹天佑、陈西林、张鸿诰、徐文炯先详细定线，将整条线路划分成3段，分别派工程司勘测。邝孙谋、俞人凤和柴俊畴主要负责第一段柳村至南口的勘测。颜德庆、陈西林、张鸿诰和苏以昭负责第二段南口至岔道城的勘测，该段是京张铁路最难修的地段，关沟段就在其中。翟兆麟和山海关北洋铁路官学堂毕业生刘锜、李鸿年和耿瑞芝负责第三段岔道城至张家口的勘测，该段中的鹞儿梁山峭坡陡，修筑难度不下于关沟段，詹天佑曾亲自参与此处的选线比对。俞人凤是詹天佑主持京张铁路工程时的主要助手之一，当邝孙谋和颜德庆调任粤汉铁路和川汉铁路之后，俞人凤更成为詹天佑修筑张绥铁路的干将。
1909年10月15日，俞人凤以副工程司分省试用同知。1914年在大同至丰镇段施工中任正工程司。中华民国初期，俞人凤历任北洋政府交通部路政司科长、技正（1912年），京绥铁路车务总管，京汉铁路管理局局长（1916年—1920年），铁路技术委员会总干事（1918年），交通部铁路管理学校校长（1917年7月—1919年2月），西北汽车运输业创设委员（1917年），沧石铁路创设委员长（1917年），铁路技术委员会副会长（1919年），津浦铁路管理局副局长兼总工程司（1919年），铁路财政委员会委员，中东铁路管理局督办（1920年），交通部航政司技正（1924年），包宁铁路局局长（1925年）等职。
1944年9月21日（农历八月初五日），俞人凤因车祸逝世。